# Аппен, Марио фон
Ма́рио фон А́ппен (нем. Mario von Appen; 31 июля 1965, Гамбург) — немецкий гребец-байдарочник, выступал за сборную Германии в конце 1980-х — первой половине 1990-х годов. Чемпион летних Олимпийских игр в Барселоне, двукратный чемпион мира, многократный победитель и призёр первенств национального значения.

## Биография
Марио фон Аппен родился 31 июля 1965 года в Гамбурге. Активно заниматься греблей на байдарке начал в раннем детстве, проходил подготовку в спортивном клубе гамбургской полиции и позже в ассоциации каноэ города Эссена.
Первого серьёзного успеха на взрослом международном уровне добился в сезоне 1989 года, когда попал в основной состав немецкой национальной сборной и побывал на чемпионате мира в болгарском Пловдиве, откуда привёз награду серебряного достоинства, выигранную зачёте четырёхместных экипажей на дистанции 500 метров — вместе с партнёрами по команде Фолькером Кройцером, Томасом Пфрангом и Райнером Шоллем занял второе место, уступив экипажу из СССР.
После объединения Германии из-за слишком высокой конкуренции в сборной Аппен долгое время не попадал в основной состав и не участвовал в крупных международных регатах. Он вернулся в основу только в 1992 году, когда один из лидеров команды Детреф Хофман был дисквалифицирован за употребление запрещённых веществ. Благодаря череде удачных выступлений удостоился права защищать честь страны на летних Олимпийских играх в Барселоне, где, находясь в экипаже Томаса Райнека, Андре Воллебе и Оливера Кегеля, завоевал золотую медаль в четвёрках на дистанции 1000 метров.
Став олимпийским чемпионом, Аппен ещё течение нескольких последующих лет продолжал выступать на самом высоком уровне и одержал ещё ряд значимых побед. Так, на чемпионате мира 1993 года в Копенгагене с тем же четырёхместным экипажем он трижды поднимался на пьедестал почёта: выиграл золотые медали в километровой и десятикилометровой гонках, тогда как на пятистах метрах стал серебряным призёром, проиграл российской четвёрке Виктора Денисова, Анатолия Тищенко, Александра Иваника и Олега Горобия. Год спустя на мировом первенстве в Мехико получил бронзу в километровом зачёте четвёрок, пропустив вперёд команды России и Польши.
Последний значимый результат показал в 1995 году на домашнем чемпионате мира в Дуйсбурге, когда вместе с Детлефом Хофманом, Томасом Райнеком и Марком Цабелем завоевал серебряную медаль в гонке на 500 метров — золото при этом вновь досталось россиянам Денисову, Тищенко, Горобию и примкнувшему к ним Сергею Верлину. Вскоре после этих соревнований Марио фон Аппен принял решение завершить карьеру профессионального спортсмена, уступив место в сборной молодым немецким гребцам.